# Hưu chiến Lễ Giáng Sinh

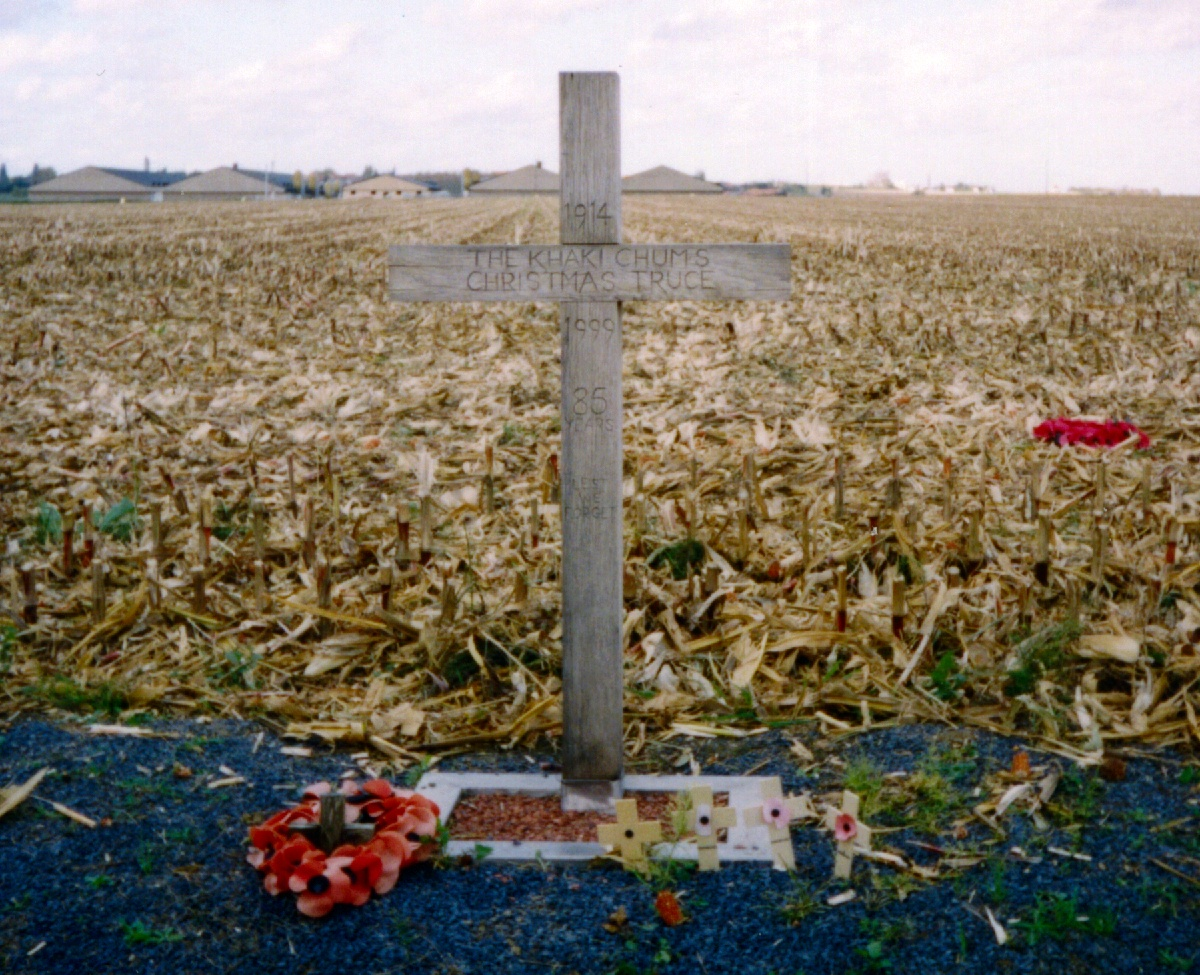
Một thập tự giá được dựng gần Ypres, Bỉ năm 1999 để ghi nhớ địa điểm cuộc Hưu chiến đêm Giáng sinh năm 1914

Hưu chiến đêm Giáng sinh (tiếng Anh: Christmas truce; tiếng Đức: Weihnachtsfrieden; tiếng Pháp: Trêve de Noël) là một loạt những cuộc ngừng bắn không chính thức xảy ra dọc theo Mặt trận phía Tây trong dịp Giáng sinh năm 1914 giữa lúc Chiến tranh thế giới thứ nhất diễn ra. Một tuần trước ngày lễ, binh lính hai bên tham chiến đối đầu là Đức và Anh Quốc băng qua các chiến hào để trao đổi lời chào mừng cũng như trò chuyện với nhau. Vào ngày và đêm trước Lễ Giáng Sinh cũng như đúng ngày lễ này, binh sĩ từ hai phía dò dẫm tiến vào vùng giao tranh, ngồi lại với nhau rồi cùng trao đổi thức ăn và những món quà kỷ niệm. Họ trao đổi tù binh, tổ chức chung lễ an táng, rồi hát với nhau các ca khúc Giáng sinh trước khi chia tay. Họ cũng tổ chức những trận đấu bóng giao hữu, tạo nên những ấn tượng sâu đậm nhất về cuộc hưu chiến. Tuy nhiên, tại một số khu vực, chiến tranh vẫn tiếp diễn, trong khi ở những nơi khác chỉ xảy ra những cuộc dàn xếp để thu hồi thi thể các binh sĩ tử trận.
Năm sau, mặc dù có một ít đơn vị cố sắp xếp những cuộc hưu chiến, số lượng các cuộc ngừng bắn không nhiều bằng năm 1914, một phần do mệnh lệnh nghiêm nhặt từ cấp trên ngăn cấm binh lính hai bên biểu lộ tình thân hữu. Không còn có chuyện hưu chiến trong Giáng sinh năm 1916. Chiến tranh khốc liệt hơn với thiệt hại nhân mạng tăng cao khi xảy ra trận Somme và trận Verdun, cùng với việc sử dụng vũ khí hóa học.
Hưu chiến không chỉ diễn ra trong mùa Giáng Sinh, nhưng là một hiện tượng phản ánh tâm lý "hãy sống và để người khác sống" khi những người lính trú đóng gần kề nhau công khai ngưng tỏ thái độ thù địch với nhau. Họ thường quy tụ thành những nhóm nhỏ, cùng tán gẫu và trao đổi thuốc lá. Cũng có một số cuộc hưu chiến được dàn xếp cho phép binh sĩ băng qua chiến tuyến để tải thương hoặc thu hồi thi thể đồng đội. Tại một số địa điểm, có những thỏa thuận ngầm không bắn nhau khi phía bên kia đang nghỉ ngơi, tập thể dục, hoặc làm việc dù họ đang ở trong tầm ngắm.
Tuy nhiên, các cuộc hưu chiến Lễ Giáng Sinh đặc biệt có ý nghĩa đối với những người trong cuộc, nổi bật với mức độ thân thiện cao từ hai phía – ngay cả có những nơi, hàng chục người công khai dự thánh lễ với nhau giữa ban ngày – những điều này được xem như là biểu trưng cho hòa bình và tình nhân loại xảy ra giữa một trong những giai đoạn tàn khốc nhất trong lịch sử loài người.

## Bối cảnh
Trong 5 tháng đầu tiên của Chiến tranh thế giới thứ nhất, quân Đức khởi sự tấn công Bỉ rồi tiến sang Pháp nhưng bị lính Pháp và Anh đẩy lùi trong trận Marne bên ngoài Paris vào đầu tháng 9 năm 1914. Quân Đức rút lui về thung lũng Aisne để củng cố vị trí phòng thủ. Sau trận Aisne, quân Đồng minh bắt đầu tiến qua phòng tuyến Đức, cuộc chiến mau chóng rơi vào tình trạng bế tắc; không bên nào muốn mất đất nên gia tăng củng cố hệ thống chiến hào. Ở phía bắc, tức là cánh phải của quân Đức, không có chiến tuyến rõ ràng, nên cả hai bên vội vàng tận dụng khoảng trống để áp sát sườn bên địch. Quân Anh rút khỏi Arne, tiến lên phía bắc vào Flanders, cuộc chiến lại rơi vào thế giằng co. Trong tháng 11 hình thành một chiến tuyến kéo dài từ Bắc Hải đến biên giới Thụy Sĩ, binh lính trú đóng hai bên chiến tuyến củng cố vị trí phòng thủ của họ.

### Giao lưu
Giao lưu – những cuộc tiếp xúc hòa bình, đôi khi thân thiện, giữa hai phía thù địch – là điều thường xảy ra ở Mặt trận phía Tây. Trong một số khu vực, chỉ đơn giản là tình trạng thụ động, cả hai phía công khai tránh những hoạt động gây hấn, trong khi ở một số địa điểm, binh sĩ hai phía thường xuyên trò chuyện hoặc tìm đến chiến hào bên kia để thăm viếng nhau.
Từ đầu tháng 11 đã có những cuộc hưu chiến giữa các đơn vị Anh và Đức. Khi trời sập tối, những người lính trao đổi khẩu phần ăn với nhau. Ngày 1 tháng 12, một người lính Anh ghi lại cuộc viếng thăm thân hữu của một trung sĩ người Đức "để xem chúng tôi sống thể nào". Lúc đầu, mối quan hệ giữa các đơn vị Pháp và Đức căng thẳng hơn, nhưng dần dà sự hòa hoãn cũng lộ diện. Đến đầu tháng 12, một bác sĩ giải phẫu người Đức thuật lại cuộc hưu chiến kéo dài nửa giờ vào mỗi chiều để hai bên đem thi thể đồng đội về chôn cất, trong khi những người lính Pháp và Đức trao đổi nhau những tờ nhật báo. Điều này gây khó chịu cho các sĩ quan chỉ huy; ngày 7 tháng 12, Charles de Gaulle viết về ý nguyện "thảm thương" của lính bộ binh Pháp muốn để kẻ thù sống yên ổn, trong khi tư lệnh quân đoàn 10, Victor d'Urbal, viết về "những hậu quả đáng tiếc" khi binh lính "trở nên thân thiện với những kẻ thù lân cận". Còn có những cuộc hưu chiến bất đắc dĩ khác xảy ra chỉ vì điều kiện thời tiết khắc nghiệt, đặc biệt là khi chiến hào của họ bị ngập lụt do ở vùng đất thấp, dù tình trạng hòa hoãn này thường tiếp tục kéo dài mặc cho thời tiết tốt hơn.
Khi có khoảng cách gần những người lính có thể kêu to chào hỏi nhau từ chiến hào của họ, đây là phương cách phổ biến nhất để họ dàn xếp những cuộc hưu chiến không chính thức trong năm 1914. Họ chào hỏi và thông báo tin tức cho nhau, nhiều người lính Đức từng sống ở Anh, nhất là tại Luân Đôn, quen thuộc với ngôn ngữ và văn hóa Anh. Vài lính Anh thuật lại rằng người Đức hỏi họ về tin tức bóng đá, nói về thời tiết, hoặc kể về người yêu. Một hiện tượng bất thường trở nên phổ biến là âm nhạc; trong những khu vực bình yên, nhiều đơn vị cùng ca hát với nhau khi chiều tối, đôi khi vui đùa và trêu chọc lẫn nhau. Đầu tháng 12, E.H.W. Hulse thuộc lực lượng Vệ binh Scotland viết rằng anh dự trù tổ chức một buổi hòa nhạc cho lễ Giáng sinh để "dành cho phía bên kia bài hát thể hiện tinh thần hòa hợp mà họ có thể cảm nhận được" nhằm đáp lễ nhiều lần họ hợp xướng ca khúc Deutschland Über Alles.
Khi lễ Giáng sinh năm 1914 đến gần, 101 phụ nữ Anh gởi Thư Giáng sinh mở đến "Phụ nữ Đức và Áo" như là một thông điệp hòa bình. Ngày 7 tháng 12 năm 1914, Giáo hoàng Biển Đức XV kêu gọi các bên tham chiến mở một cuộc ngừng bắn, "Hãy làm im tiếng súng để các thiên sứ hát vang trong đêm ấy", và đã bị khước từ.

## Giáng sinh năm 1914

Lính Đức và Anh gặp nhau trong cuộc hưu chiến, được đăng trên tờ The Illustrated London News, 9 tháng 1 năm 1915

Tại Mặt trận phía Tây có khoảng 100 000 lính Anh và Đức tham dự những cuộc hưu chiến không chính thức. Cuộc hưu chiến đầu tiên bắt đầu vào ngày trước Giáng sinh 1914, khi lính Đức trang hoàng chiến hào của họ trong vùng Ypres, Bỉ, nhất là ở Saint-Yvon, theo ký thuật của Đại úy Bruce Barinsfather.
Những người lính Đức thắp nến trong chiến hào, treo nến trên cây Giáng sinh, rồi cử hành lễ bằng cách hát vang những ca khúc Giáng sinh. Khi thấy các cây thông của linh Đức, các kĩ sư của đơn vị kĩ sư Hoàng gia Scotland đã nhầm lẫn đó là một cuộc tấn công của kẻ thù, cho đến khi họ nghe thấy các giai điệu: "Stille Natch! Heilige Natch!" (phiên bản tiếng Đức của bài Đêm thánh vô cùng) Một người lính Anh hét to:" Họ đang hát đấy, chúng ta nên hát theo đi!". Thế là các người lính Anh đáp lễ bằng cách hát những ca khúc Giáng sinh của họ. Những tiếng kêu to chào hỏi và chúc mừng Giáng sinh vang lên từ hai bên chiến tuyến. Ngay sau đó nhiều người băng qua vùng trận địa, tặng nhau những món quà nhỏ như thức ăn, thuốc lá, rượu, và những vật kỷ niệm như nút áo và mũ. Những khẩu đại pháo cũng im tiếng. Đây cũng là cơ hội để những người lính đem thi thể của đồng đội về chôn cất. Các chiến sĩ trận vong được an táng theo nghi thức, được thương tiếc và nghiêm chào theo quân cách bởi những người lính từ hai bên chiến tuyến. Tại một tang lễ được tổ chức trong vùng hoang địa, những người lính từ hai phía cùng nhau đọc đoạn Kinh Thánh trong Thánh Vịnh 23. Ở nhiều nơi, hưu chiến kéo dài qua Lễ Giáng sinh, có chỗ đến tận Năm Mới.
Ngay trong ngày Giáng sinh, Thiếu tướng Walter Congreve, tư lệnh Lữ đoàn Bộ binh 18 của Anh đang đóng quân tại Neuve Chapelle, viết một bức thư kể lại rằng người Đức đã khởi xướng kêu gọi mở một cuộc đình chiến cho ngày lễ. Một trong người lính của ông liều lĩnh đứng lên, ló đầu khỏi công sự, rồi có những người khác từ hai phía bắt đầu đi băng qua khu trận địa. Những người lính bắt tay và mời nhau thuốc lá cùng xì-gà. Congreve thú nhận rằng ông miễn cưỡng chứng kiến cuộc hưu chiến vì e rằng ông có thể trở thành mục tiêu của những tay bắn tỉa người Đức.
Một người trong cuộc, Bruce Bairnsfather, viết, "Tôi không chịu đổi ngày Giáng sinh ấy cho bất cứ điều gì khác... Tôi thấy một sĩ quan Đức, có lẽ là một trung úy. Là người thích sưu tập, tôi nói với anh ấy rằng tôi thích những nút áo của anh ấy... Với một kềm cắt tôi khéo léo lặt hai nút áo bỏ vào túi, rồi tặng anh ấy hai nút áo của tôi... Người sau cùng tôi nhìn thấy là một chàng lính Đức kiên nhẫn quỳ trên sàn nhà để tay súng máy của tôi, trước khi nhập ngũ là thợ hớt tóc, dùng tông-đơ tỉa tót mái tóc dài bất thường của mình."
Tác giả Henry Williamson, lúc ấy là một binh nhì 19 tuổi thuộc Lữ đoàn London Rifle, viết trong thư gởi mẹ nhân lễ Boxing Day, "Con viết từ chiến hào. Bây giờ là 11 giờ sáng. Cạnh con là lò sưởi than, đối diện với con là hầm trú ẩn ẩm ướt có chứa rơm. Mặt đất trơn trợt trong giao thông hào, bên ngoài là băng giá. Con đang ngậm tẩu. Trong tẩu có thuốc. Dĩ nhiên, mẹ sẽ nói thế. Nhưng đừng vội. Trong tẩu là thuốc lá Đức. Ha ha, mẹ sẽ nói, là của một tù binh hoặc con tìm thấy trong một chiến hào chiếm được. Ồ không! Đó là quà của một người lính Đức. Vâng, một lính Đức còn sống đến từ chiến hào của anh ấy. Hôm qua lính Anh và Đức gặp và bắt tay nhau trên mặt trận, giữa những chiến hào, trao đổi vật kỷ niệm, và bắt tay nhau. Vâng, suốt ngày lễ Giáng sinh, và như con viết. Thật tuyệt vời!"
Đại úy Sir Edward Hulse thuật lại rằng người thông dịch phía Đức đầu tiên ông gặp đến từ Suffolk, anh để lại ở đó cô bạn gái và chiếc mô-tô 3.5 mã lực. Hulse còn kể họ ngồi lại hát với nhau, kết thúc với bài Auld lang syne; mọi người, dân Anh, Scotland, Ái Nhĩ Lan, Phổ, người Württemberg... đều góp giọng. Thật sững sờ, nếu chứng kiến cảnh này trong phim ảnh, tôi thề rằng đây phải là giả tạo!"
Đại úy Robert Patrick Miles thuộc Trung đoàn Bộ binh King's Shropshire biệt phái cho Trung đoàn Royal Irish Rifles thuật lại trong một bức thư được đăng trên tờ Daily Mail và tờ Wellington Journal & Shrewsbury News trong tháng 1 năm 1915, sau khi ông thiệt mạng ngày 30 tháng 12 năm 1914, "Thứ Sáu (Lễ Giáng sinh). Chúng tôi có một lễ Giáng sinh quá sức tưởng tượng. Một cuộc hưu chiến không chuẩn bị trước cũng không được cho phép nhưng hai bên đều thấu hiểu giá trị của nó và hết lòng tuân giữ đã xảy ra giữa chúng tôi và những người bạn trên mặt trận... Mọi việc bắt đầu từ đêm qua – một đêm sương giá lạnh buốt – ngay khi trời chập tối người Đức kêu chúng tôi, "Này, người Anh, chúc mừng Giáng sinh". Dĩ nhiên chúng tôi cũng hét lớn đáp lễ, rồi nhiều người từ hai phía rời chiến hào của mình, bỏ lại vũ khí, gặp nhau trên khu trận địa giữa hai chiến tuyến. Một thỏa thuận được thiết lập, sẽ không bắn nhau cho đến nửa đêm. Những người lính giao lưu với nhau ở khu trung lập (chúng tôi không cho họ đến quá gần phòng tuyến), trao đổi thuốc lá rất thân thiện. Đêm đó không có tiếng súng nổ."
Không chỉ người Anh. Trung úy người Pháp Johannes Niemann viết, "... vội chụp lấy ống nhòm nhìn qua bờ chiến hào thấy cảnh tượng không thể tin nổi: những người lính của chúng tôi đang trao đổi thuốc lá, rượu, và sô-cô-la với quân thù."
Vào đêm Giáng Sinh, khi nghe các binh linh bàn tán về chuyện sẽ gặp các binh lính Anh và chào đón họ như thế nào, Trung sĩ Hitler hét to:"không có thứ gì được gọi là tình bạn với kẻ thù trong chiến tranh, các anh không còn một chút lòng tự trọng Đức nào à?". Chính đêm đó Hitler từ chối cầu nguyện cùng các đồng chí của mình.

Lính Anh và Đức gặp nhau trong một cuộc hưu chiến không chính thức, ảnh chụp năm 1914

Tháng 12 năm 1915, "Khi chuông Giáng sinh reo vang trên khắp các ngôi làng trong vùng Vosges đằng sau các chiến tuyến... một điều kỳ diệu đã xảy ra. Binh lính Đức và Pháp cùng tự nguyện bắt cầu hòa bình và tạm ngưng thái độ thù địch; họ băng qua các chiến hào bỏ hoang để tìm đến chào hỏi nhau, trao đổi rượu vang, cognac và thuốc lá để lấy bánh mì đen Westphalia, bánh biscuit và thịt jambon. Điều này mang hạnh phúc đến cho những người lính từ hai phía đối địch đến nỗi họ đã cố kéo dài tình bằng hữu cho đến hết Giáng sinh." Theo lời kể của Richard Schirrman thuộc một trung đoàn Đức đồn trú trong vùng rừng núi xứ Vosges, ngăn cách với lính Pháp là một dải đất hẹp mà theo miêu tả của Schirrmann "lác đác những thân cây xơ xác, mặt đất bị cày nát bởi đạn pháo, một vùng hoang địa, trải lấp khắp nơi là các loại rễ cây và những bộ quân phục rách nát." Ngay sau đó, kỷ luật quân đội được phục hồi, song Schirrmann vẫn tiếp tục suy nghĩ về cuộc hưu chiến này và tự hỏi làm thế nào để "những người trẻ tuổi có tâm tư trên khắp thế giới có cơ hội gặp gỡ nhau hầu có thể hiểu biết nhau hơn." Từ ý tưởng này, năm 1919 Richard Schirrman bắt tay thành lập Hiệp hội Nhà trọ Thanh niên Đức.
Cuộc ngừng bắn cũng lan ra đến những khu vực khác dọc theo chiến tuyến, người ta kể lại rằng binh lính từ hai lực lượng thù địch đã tổ chức những trận bóng đá giao hữu. Trong cuốn phim Joyeux Noël, những lá thư mà binh sĩ Đức và Anh gởi về gia đình có thuật lại rằng tỷ số của trận đấu là 3-2 với phần thắng thuộc về đội Đức.

## Ngừng bắn không chính thức
Trong hai năm đầu tiên sau khi Mặt trận phía Tây được củng cố, đã xảy ra những tình huống ngừng bắn không chính thức (ngừng bắn không bởi lệnh của cấp chỉ huy), được thuật lại bởi những người lính từ hai bên chiến tuyến. Theo những câu truyện kể, các sĩ quan quân đội Anh kinh ngạc khi nhìn thấy binh sĩ Anh và Đức xuất hiện bên trên các chiến hào, ngay trong tầm đạn của kẻ thù, còn đạn pháo rơi vào những vị trí chính xác, vào những thời điểm chính xác để tránh gây thương vong cho cả hai phía. Trong một số tình huống, đã có những nỗ lực cố làm giảm sự thù địch như trường hợp pháo binh hai bên nã đạn pháo vào phòng tuyến của nhau sau khi một quả pháo vô tình rơi vào phòng tuyến quân đội Anh, một binh sĩ Đức hét to lời xin lỗi, và điều này đã làm ngưng trận địa pháo.

## Di sản

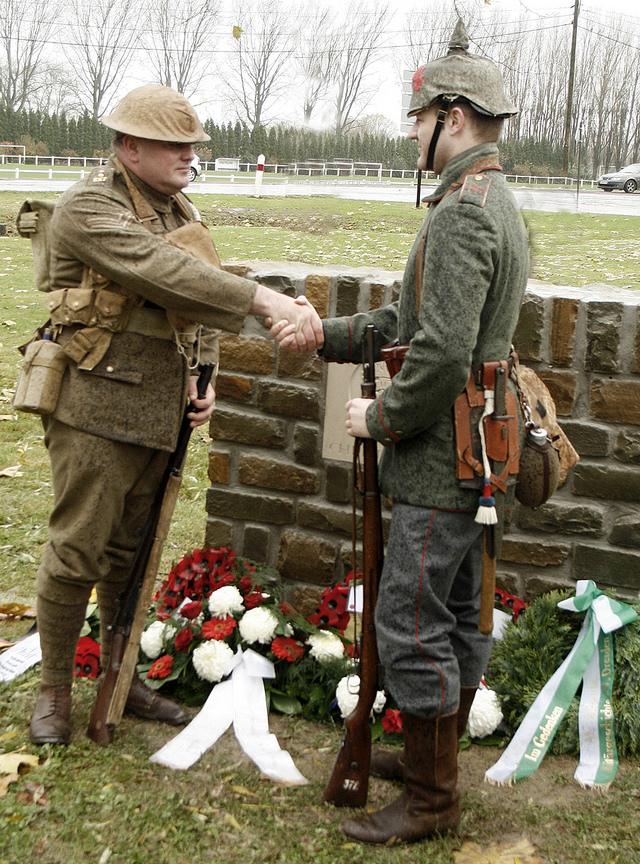
Hậu duệ của những người lính năm xưa tái tạo cuộc hưu chiến, năm 2008

"Hưu chiến đêm Giáng sinh" được tường thuật nhiều lần trên các phương tiện truyền thông. Ca sĩ dân ca Anh Mike Harding đã kể câu chuyện này trong ca khúc "Christmas 1914", John Mc Cutcheon, một ca sĩ dân ca Mỹ, đã làm điều tương tự trong bài hát "Christmas in the Trenches" và nhạc sĩ Mỹ Garth Brooks đem câu chuyện vào nội dung bài hát "Belleau Wood". Năm 1999, hội đoàn "Khaki Chums" (The Association for Military Remembrance) tìm đến vùng Flanders để tái tạo cuộc hưu chiến đêm Giáng sinh. Họ sống như những chiến binh Anh trong thời Chiến tranh thế giới thứ nhất, thiếu thốn mọi tiện nghi hiện đại. Trải nghiệm này giúp truyền cảm hứng cho nhóm nhạc pop The Farm sáng tác ca khúc "All Together Now" trong album Spartacus.
Trong một video của Paul McCartney, "Pipes of Peace", có một cuộc gặp gỡ giữa hai sĩ quan quân đội, một Anh một Đức (cả hai vai đều do McCartney thủ diễn), họ trao đổi với nhau những bức ảnh gia đình. Đến khi chấm dứt hưu chiến, sau khi trở về hố cá nhân họ mới nhận ra rằng mỗi người vẫn còn giữ những bức ảnh của người kia.
Năm 2005, Hưu chiến đêm Giáng sinh được dựng thành phim Joyeux Noël, được đề cử cho thể loại "Phim nói tiếng nước ngoài hay nhất" tại Giải Oscar lần thứ 78. Câu chuyện này cũng được trình bày ngắn gọn trong một cuốn phim năm 1969 của Richard Attenborough, Oh What a Lovely War.
Ngày 21 tháng 11 năm 2005, người cựu binh cuối cùng của cuộc hưu chiến đêm Giáng sinh, Alfred Anderson, qua đời ở Newtyle, Scotland, thọ 109 tuổi.

## Lá thư đêm hưu chiến
Ngày 7 tháng 11 năm 2006, tại nhà đấu giá Bonhams ca sĩ Chris de Burgh bán một bức thư dài 10 trang của một người lính vô danh người Anh kể lại những sự việc xảy ra trong đêm hưu chiến.

## Hình ảnh

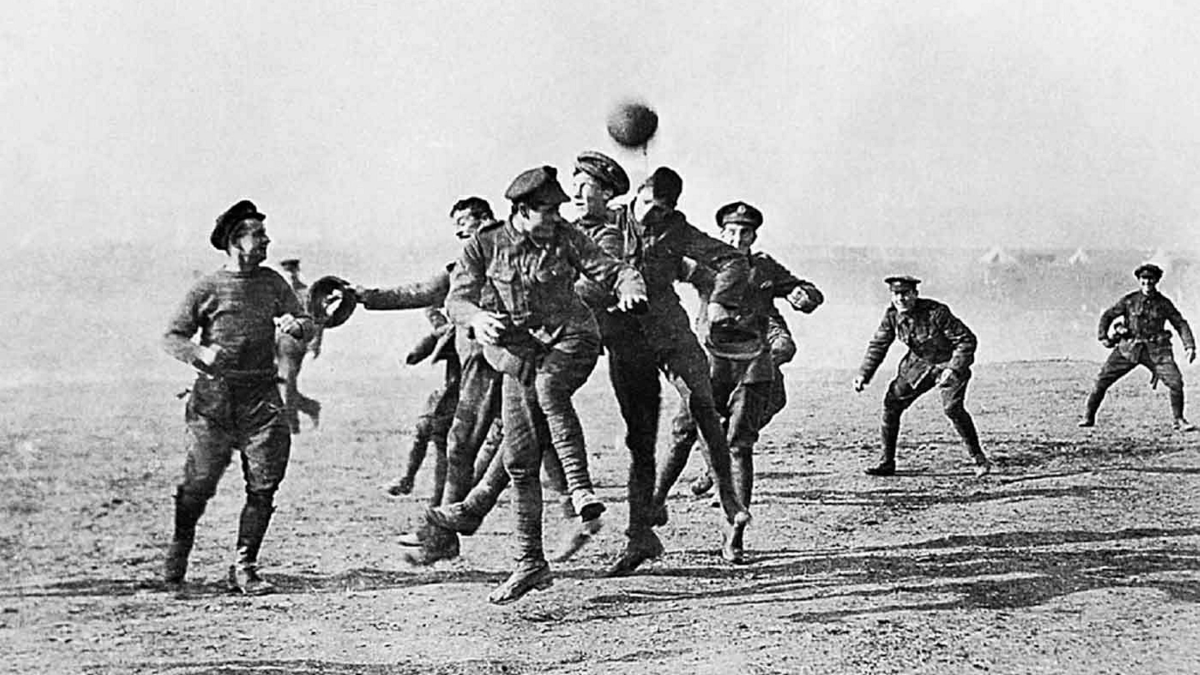
Bức ảnh này thường bị nhầm là chụp trong thời gian đình chiến Giáng sinh năm 1914. Trên thực tế, bức ảnh được chụp vào ngày 25 tháng 12 năm 1915 gần Thessaloniki, Hy Lạp. Bức ảnh cho thấy các sĩ quan Anh đang chơi ở các cấp bậc khác của Đoàn xe đạn dược Sư đoàn 26 của Anh.

Một bức tranh minh họa về những người lính đang nói chuyện với nhau vào Giáng sinh năm 1914, được vẽ bởi người lính và họa sĩ hoạt hình người Anh trong Thế chiến I, Bruce Bairnsfather.